# Gia đình siêu nhân 2
Gia đình siêu nhân 2 (tên gốc tiếng Anh: The Incredibles 2) là một phim hoạt hình máy tính 3D của Hoa Kỳ thuộc thể loại siêu anh hùng, và là phần tiếp theo của bộ phim Gia đình siêu nhân (2004). Phim được sản xuất bởi Pixar Animation Studios và phát hành bởi Walt Disney Pictures. Bộ phim được viết kịch bản và đạo diễn bởi Brad Bird, cũng là người viết kịch bản và đạo diễn cho phần một, cùng với dàn diễn viên lồng tiếng Craig T. Nelson, Holly Hunter, Sarah Vowell và Samuel L. Jackson đều nhận lại vai của họ. Gia đình siêu nhân 2 phát hành vào ngày 15 tháng 6 năm 2018 dưới định dạng phim IMAX.

## Nội dung
Phim tiếp nối những sự kiện trong phần phim trước, gia đình Incredibles và Frozone chiến đấu với tên ác nhân Underminer, kẻ đang tấn công vào thành phố Municiberg. Họ đã ngăn chặn cỗ máy khổng lồ của hắn trước khi nó phá hủy tòa thị chính, nhưng không thể ngăn hắn cướp ngân hàng và bỏ trốn. Chính phủ tức giận khi thấy những thiệt hại sau trận chiến và quyết định hủy bỏ chương trình tái định cư siêu anh hùng, không còn ủng hộ gia đình Incredibles và những siêu anh hùng khác. Tony Rydinger - bạn của Violet - phát hiện ra thân phận siêu anh hùng của cô bé, buộc đặc vụ Rick Dicker phải xóa ký ức của cậu ta về cô bé. Frozone thông báo với Mr. Incredible và Elastigirl về lời đề nghị từ Winston Deavor, một thương gia giàu có. Anh ta và người em gái Evelyn có kế hoạch cử những siêu anh hùng đi làm nhiệm vụ bí mật rồi quay phim lại, chiếu cho người dân xem để lấy lại lòng tin từ họ.
Vì lo sợ Mr. Incredible gây ra thiệt hại nên Winston chọn Elastigirl cho những nhiệm vụ đầu tiên. Khi Elastigirl đi làm nhiệm vụ, Bob ở nhà lo cho con cái. Dash gặp rắc rối với bài tập toán, Violet sống thu mình sau khi Tony không còn nhớ cô bé, và Jack-Jack có những siêu năng lực kỳ lạ. Bob đưa Jack-Jack đến nhà Edna Mode để nhờ cô thiết kế trang phục cho cậu bé. Elastigirl chạm trán một siêu ác nhân tên Screenslaver, kẻ có thể thôi miên người khác qua màn hình tivi. Sau khi ngăn chặn Screenslaver phá hủy một đoàn tàu cao tốc và ám sát bà đại sứ trên máy bay trực thăng, Elastigirl đã tìm ra nơi ẩn náu của hắn trong một căn hộ, lột mặt nạ hắn và phát hiện hắn chính là anh chàng giao pizza.
Winston tổ chức một bữa tiệc ăn mừng việc Screenslaver bị bắt giữ, anh triệu tập các nhà lãnh đạo trên thế giới lên chiếc du thuyền Everjust. Elastigirl nhận ra anh chàng giao pizza đã bị điều khiển bởi một cặp mắt kính kiểm soát tâm trí. Evelyn bất ngờ đặt mắt kính lên mặt Elastigirl, tiết lộ rằng ả chính là chủ mưu phía sau biệt danh Screenslaver. Evelyn giải thích rằng ả ghét siêu anh hùng vì ngày xưa họ không đến cứu bố ả lúc ông ta bị bọn cướp sát hại. Ả lên kế hoạch phá bữa tiệc của Winston và đổ hết tội lỗi sắp tới cho siêu anh hùng, khiến họ sống ngoài vòng pháp luật mãi mãi. Evelyn sử dụng Elastigirl để lừa Mr. Incredible vào bẫy, sau đó cử nhóm siêu anh hùng bị thôi miên đi bắt bọn trẻ nhà Parr. Frozone cố gắng bảo vệ bọn trẻ nhưng bị áp đảo và cũng bị thôi miên.
Violet, Dash và Jack-Jack chạy thoát trên chiếc xe công nghệ cao Incredibile và đến chiếc du thuyền của Winston. Trên du thuyền, Mr. Incredible, Elastigirl và Frozone nói những lời đe dọa người dân trên sóng truyền hình trực tiếp. Họ hạ gục thủy thủ đoàn, cho du thuyền lao thẳng về phía thành phố và phá hủy dàn máy điều khiển. Bọn trẻ nhà Parr tìm ra họ và giúp họ thoát khỏi các cặp mắt kính. Gia đình Incredibles và Frozone giải thoát các siêu anh hùng khác, sau đó hợp tác cùng nhau ngăn chặn chiếc du thuyền đâm vào thành phố. Evelyn định bỏ chạy trên chiếc máy bay phản lực nhưng bị Elastigirl bắt giữ và giao cho cảnh sát. Vì có hành động tốt nên những siêu anh hùng được chính phủ chứng nhận tình trạng hợp pháp.
Tony đồng ý đi xem phim cùng gia đình Parr. Khi gia đình Parr thấy cảnh sát đang truy đuổi bọn tội phạm, Violet để Tony ở lại rạp chiếu phim, hứa rằng một lát sau sẽ quay lại, và gia đình Incredibles đi bắt bọn tội phạm trên chiếc xe Incredibile đã được nâng cấp.

## Lồng tiếng
- Craig T. Nelson vai Bob Parr / Mr. Incredible: Người bố của gia đình, có sức mạnh phi thường và chịu nhiều sát thương.[1]
- Holly Hunter vai Helen Parr / Elastigirl: Người mẹ của gia đình, có khả năng co giãn cơ thể thành nhiều hình dạng khác nhau.[2]
- Sarah Vowell vai Violet Parr: Chị cả của gia đình, có khả năng tàng hình và tạo ra trường bảo vệ.[1]
- Huck Milner vai Dashiell "Dash" Parr: Người con thứ và người con trai đầu của gia đình, có khả năng chạy siêu tốc độ. Ở phần một, Dash được lồng tiếng bởi Spencer Fox.[1]
- Samuel L. Jackson vai Lucius Best / Frozone: Bạn thân của Bob, có khả năng tạo ra băng.[3]
- Brad Bird vai Edna Mode: Nhà thiết kế thời trang cho các siêu anh hùng, rất thân thiết với nhà Parr.[1]
- Catherine Keener vai Evelyn Deavor. (Lồng tiếng Việt: Nhã Phương)
- Bob Odenkirk vai Winston Deavor. (Lồng tiếng Việt: Hữu Châu)

## Sản xuất
Đạo diễn Brad Bird phát biểu lần đầu vào ngày 22 tháng 6 năm 2007, một tuần trước khi phát hành Chuột đầu bếp (Ratatouille), rằng anh đang lên ý tưởng cho phần tiếp theo của Gia đình siêu nhân: "Tôi đã có một số mảnh ghép mà tôi cho là tốt rồi, nhưng chúng lại không liên kết với nhau." Vào ngày 29 tháng 10 năm 2011, trước khi phát hành phim Điệp vụ bất khả thi: Chiến dịch bóng ma (Mission: Impossible – Ghost Protocol) do Brad Bird đạo diễn, tờ Forbes cho rằng Pixar đang lên kế hoạch cho phần tiếp theo của loạt phim Incredibles.
Trong cuộc phỏng vấn vào tháng 5 năm 2013, Brad Bird thể hiện niềm thích thú của mình trong việc làm phần thứ hai của phim: "Tôi đã và đang suy nghĩ về việc này. Mọi người cứ nghĩ tôi làm lơ đi, nhưng sự thật không phải như thế. Bởi vì tôi rất yêu quý các nhân vật và cái thế giới đó." Anh tiếp tục, "Tôi đang vò đầu bứt tai đây. Tôi có rất, rất nhiều yếu tố mà tôi nghĩ sẽ rất hay khi cho vào phần tiếp theo của Incredibles, và tôi có thể ghép chúng lại với nhau, có lẽ tôi sẽ làm phần tiếp theo."
Tại buổi họp mặt những người có cổ phần cho Disney vào tháng 3 năm 2014, CEO kiêm chủ tịch của Disney Bob Iger xác nhận rằng Pixar đang làm phần tiếp theo của Gia đình siêu nhân, với Brad Bird viết kịch bản. Cũng trong tháng đó, Samuel L. Jackson nói với Digital Spy rằng anh muốn tiếp tục lồng tiếng cho Frozone trong phần tiếp theo này. Tháng 4 năm 2015, Brad Bird tiết lộ cho NPR là đã bắt tay vào viết kịch bản cho phim.
Tháng 5 năm 2015, Brad Bird xác nhận phần hai của Gia đình siêu nhân sẽ là tác phẩm tiếp theo của anh sau Thế giới bí ẩn (Tomorrowland). Anh cũng nói rằng phim sẽ không đi theo những xu hướng của thể loại siêu anh hùng, anh giải thích: "Tôi cho rằng kiểu ý tưởng đó sẽ không thể thu hút người xem được mãi đâu. Đối với tôi, phần thú vị chưa bao giờ là phần "siêu anh hùng" mà là phần "gia đình", và vai trò của các siêu anh hùng ở trong đó". Tháng 8 năm 2015, logo của phần hai được tiết lộ tại D23 Expo. Tháng 9 năm 2015, Brad Bird nói rằng anh đang có ý định dùng những ý tưởng chưa dùng đến ở phần một do không phù hợp. Tháng 10 năm 2015, Brad Bird xác nhận Michael Giacchino sẽ tiếp tục sáng tác nhạc phim.
Tháng 11 năm 2016, Holly Hunter được xác nhận sẽ lồng tiếng cho Helen Parr / Elastigirl. Ngày 15 tháng 12 năm 2016, Samuel L. Jackson đăng một tấm ảnh lên Instagram cho biết anh đang thu âm cho bộ phim, xác nhận rằng anh sẽ tiếp tục lồng tiếng cho Lucius Best / Frozone. Ngày 7 tháng 7 năm 2017, concept art đầu tiên của phim được tung ra cùng với thông báo của nhà sản xuất. Trong 2017 D23 Expo, Craig T. Nelson và Sarah Vowell được xác nhận sẽ tiếp tục lồng tiếng cho Mr. Incredible và Violet Parr, cùng với Huck Milner được tuyển chọn vào vai Dash Parr, thay thế cho Spencer Fox. Sau đó Brad Bird xác nhận Helen Parr / Elastigirl sẽ là nhân vật chính của phần phim.

## Phát hành
Phim được dự kiến phát hành tại các rạp vào ngày 21 tháng 6 năm 2019, nhưng lại được dời sang ngày 15 tháng 6 năm 2018, và ngày phát hành cũ được chuyển sang cho Câu chuyện đồ chơi 4 (Toy Story 4) do sự chậm chạp trong sản xuất. Ngày 22 tháng 2 năm 2017, có thông báo rằng Gia đình siêu nhân 2 sẽ được phát hành dưới định dạng IMAX 3D như một phần của giao dịch phân phối của Disney với họ.